# ポルトガルの聖イサベル (スルバラン)
『ポルトガルの聖イサベル』（ポルトガルのせいイサベル、西: Santa Isabel de Portugal, 英: Saint Elizabeth of Portugal）は、スペインのバロック絵画の巨匠フランシスコ・デ・スルバランが1630-1635年にキャンバス上に油彩で制作した絵画で、画家が生涯に多く描いた聖女像の中でも最高傑作の１つである。描かれているのは、慈善で知られたポルトガル王の妃イサベル・デ・アラゴン・イ・シシリアである。作品は1818年以降、マドリードのプラド美術館に所蔵されている。

## 作品
イサベル・デ・アラゴン・イ・シシリアはアラゴン王ペドロ3世の娘で、ポルトガル王ディニス1世の妃であった。1325年に夫が亡くなった時、イサベルはクララ会の修道女になった。そして、亡くなった1336年までコインブラの修道院で暮らした。イサベルは自身の多くの富を貧しい人々に与える慈善で知られていた。
本作は彼女の「バラの奇蹟」を描いている。ある日、イサベルは貧しい人々に施しをしようと、自分の服にお金 (あるいはパン) を隠して出かけた。しかし、その行為を快く思わない夫に見とがめられたので、彼女はとっさに「これには花が入っているのです」と言い訳をした。衣服から包みを出すと、奇跡的にその言葉は真実となったという。
この衣服に花を描く図像は、聖カシルダにも共有されるもので、本作は最近まで聖カシルダを描いたものだとされてきた。しかし、聖カシルダは一般的にもっと若く描かれる。本作の聖イサベルは女王として冠を被っており、豪華な衣装を纏い、いくぶん年齢が上である。なお、スルバランは『聖カシルダ』（ティッセン＝ボルネミッサ美術館）も描いている。
左側からの強い光が聖イサベルの存在を際立たせている。彼女の身体の左側は光に照らされているが、その光は右に向かって徐々に弱くなっている。彼女は決意と尊厳をもって鑑賞者を見つめているが、彼女の顔立ちは個性的で、画家が実際の人物をモデルにしたことを示唆している。スルバランが描く豪華な衣装の布地の触感、とりわけその襞を描く技術は見事である。聖イサベルの頭部、首、胸には素晴らしい宝石が見えるが、それらは緻密に描写され、ドレスの中に見える花も見事に描かれている。
着想に関して、この作品が公的な教会に掛けられる厳密な宗教的イメージであるのか、聖人として表された人物像（西: retrato al divino）であるのかを考慮しなければならない。もし、俗世の衣服を纏った女性の肖像であるとするなら、描かれているのはおそらくセビーリャの高い社会的地位の高貴な女性である。その場合、本作は礼拝用の意味を失い、キリスト教の聖女としての属性を持つ肖像画となるのである。